# Eeny, meeny, miny, moe

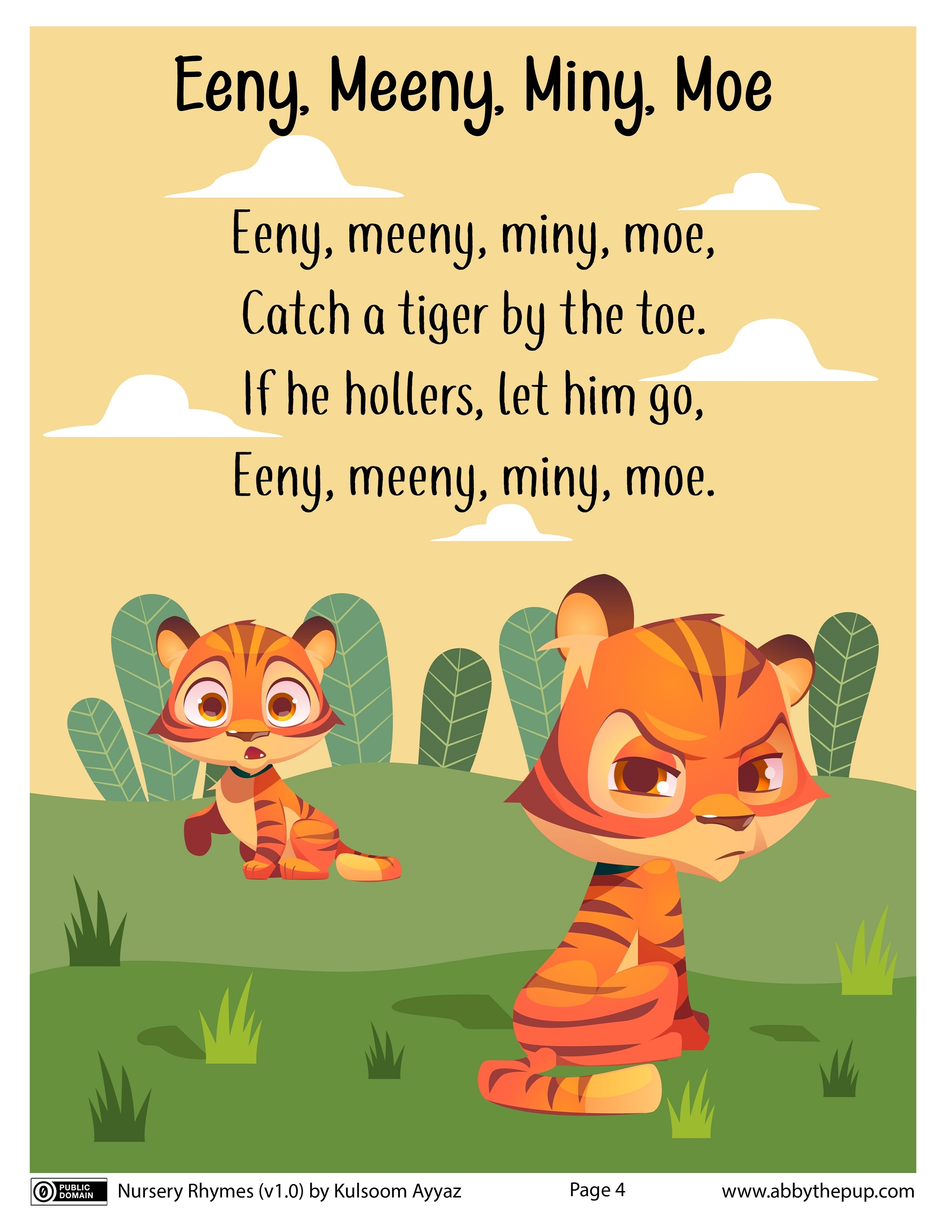
Eeny, meeny, miny, moe na dětském obrázku

„Eeny, meeny, miny, moe“ je anglická dětská říkanka, která má různé podoby. Používá se jako rozpočítadlo například při hrách a obdobných činnostech. Rýmovačka existuje v různých podobách v různých zemích od 50. let 19. století.

## Současná verze
Současná moderní verze říkanky je:
Eeny, meeny, miny, moe,
Catch a tiger by the toe.
If he hollers let him go,
Eeny, meeny, miny, moe.
Prostřední část říkanky doslova znamená „chyť tygra za prst, když zakřičí, nech ho jít“. Ve Spojeném království se ve variacích této říkanky namísto slova tiger (tj. tygr) používá tinker (tj. potulný dráteník) či chicken (tj. kuře) a spíše než slovo hollers (tj. zakřičí) používá synonymum squeals. Existuje rovněž verze, která je dnes považována za rasistickou, v níž se namísto tiger říká nigger (vulgární označení černocha) – tato verze se objevila například ve filmu Pulp Fiction. Pochází však z doby, kdy bylo slovo nigger běžně používáno bez rasistického podtextu, který má v angličtině dnes.